# Pseudacris brimleyi
Az Pseudacris brimleyi a kétéltűek (Amphibia) osztályának békák (Anura) rendjébe és a levelibéka-félék (Hylidae) családjába tartozó faj.

## Előfordulása
A faj az Egyesült Államok endemikus faja. Nevét az észak-karolinai zoológusról, C. S. Brimleyről kapta. Természetes élőhelye mérsékelt égövi erdők, folyók, időszakos folyók, mocsarak, édesvizű lápok, időszakos édesvizű lápok, édesvizű források, pocsolyák, nyílt színi fejtések, csatornák, árkok. A fajt élőhelyének elvesztése fenyegeti.